# Maizie Williams
Maizie Ursula Williams (Montserrat, 25 de marzo de 1951) es una modelo y cantante británica-montserratiana que se convirtió en uno de los miembros originales del exitoso grupo de música disco de los años 70 Boney M. No cantó en las grabaciones de estudio de sus canciones, actuó en vivo y posteriormente estableció una carrera independiente como cantante.

## Primeros años
Criada en Birmingham, Inglaterra, Williams comenzó a trabajar como modelo, y finalmente ganó el título de Miss Black Beautiful en un concurso en 1973. Después de este éxito inicial pasó al frente de su propia banda, Black Beautiful People. Más tarde se mudó a Alemania Occidental con su amiga Sheyla Bonnick. Un día de 1975, mientras estaban en un restaurante, un agente se acercó a los dos y les preguntó si estaban interesados en unirse a un nuevo grupo de pop llamado Boney M. "Ella preguntó si podíamos cantar. "Di que no, ¿verdad?", recordó Williams más tarde en una entrevista. Anteriormente había estado cantando con una banda local en Inglaterra, pero su hermano Billy la reprendió: "Tienes una voz terrible. Será mejor que sigas trabajando como percha ambulante".
Resultó que no era importante si Williams podía cantar o no, ya que el trabajo era bailar y hacer mímica con una canción disco llamada "Baby Do You Wanna Bump" que el productor Frank Farian había grabado todas las voces para él pero no pudo promocionarse a sí mismo ya que tenía una carrera como cantante schlager en su propio nombre. Así que Williams y Bonnick se unieron a una chica llamada Nathalie y un chico llamado Mike e hicieron una gira de discoteca y algunas actuaciones en televisión durante los meses siguientes, según cuenta la historia, pero no quedan imágenes que prueben actuaciones anteriores de Boney M. en televisión. M. como Bobby Farrell, Maizie Williams y Marcia Barrett interpretando "Baby do you wanna bump" en el programa de música holandés Top Pop grabado el 2 de enero de 1976 va como el primer oficial. Nathalie se fue y fue reemplazada por Claudja Barry. Sheyla luego decidió que la sincronización de labios no era para ella y se fue con la esperanza de lograr una carrera en solitario. Mike también se fue, y los dos fueron reemplazados por nuevos miembros Marcia Barrett y Bobby Farrell. Cuando Claudja siguió el mismo camino que Sheyla, Liz Mitchell tomó su lugar, y finalmente las piezas se juntaron: Boney M. se reunió como un grupo real y estaba listo para hacer un seguimiento de "Baby Do You Wanna Bump".[cita requerida]

## Boney M.
Tanto Liz Mitchell como Marcia Barrett eran cantantes y participarían en las grabaciones del grupo junto con el productor Frank Farian que hizo la profunda voz masculina. El trío grabó el siguiente sencillo "Daddy Cool", que pronto se convirtió en un éxito mundial y lanzó la fenomenal carrera del grupo, con numerosos sencillos y álbumes de éxito durante la siguiente década. Williams y Bobby Farrell no cantaron en los discos porque "sus voces no eran adecuadas para este tipo de música en particular", como dijo Farian en una entrevista con Bravo en 1978. No creó un escándalo: tanto Williams como Farrell cantaron durante las numerosas actuaciones en directo del grupo durante sus extensas giras mundiales 1977-1979. Williams permaneció con el grupo hasta la ruptura definitiva en 1990. En 1994, hizo lo que también habían hecho sus antiguos colegas Liz Mitchell y Bobby Farrell, formó su propio grupo Boney M, anunciado como Boney M con Maizie Williams. El grupo también contó con Sheyla Bonnick de la formación original de 1975 de corta duración. La propia Williams finalmente se presentaría como cantante principal en las interpretaciones del grupo de los éxitos "Brown Girl in the Ring", Hooray! Hooray! It's a Holi-Holiday", "Sunny" y "Daddy Cool".

## Controversia vocal
Se afirma en el sitio oficial de Williams que "no es ningún secreto que, aunque cantó en el estudio, la voz menos dominante de Williams parece haber sido excluida en su mayoría de muchas de las grabaciones, con la excepción de algunos coros, por razones que sólo el productor conocía en ese momento". Sin embargo, la cubierta interior del LP Oceans of Fantasy, de 1979, enumera sólo a Farian, Mitchell y Barrett en los créditos vocales pista por pista.